# Philautus cornutus
Philautus cornutus es una especie de rana de la familia Rhacophoridae.

## Distribución geográfica
Es endémica del monte Kerinci, al oeste de Sumatra.
Esta especie se encuentra amenazada de extinción debido a la destrucción de su hábitat natural.